# واد الساقية (حوزة)
واد الساقية هي إحدى مشيخات المملكة المغربية، تتبع جغرافيا لإقليم السمارة وإداريًا لحوزة. يقدر عدد سكانها بـ 2388 نسمة حسب الإحصاء الرسمي للسكان والسكنى لسنة 2004.